# Unkei
Unkei (運慶?) (n. 1151, Regiunea Kansai, Japonia – d. 3 ianuarie 1224, Regiunea Kansai, Japonia) a fost un călugăr japonez și un sculptor budist (busshi) al școlii Kei, cea mai celebră școală de sculptură budistă din perioada Kamakura (1185-1333). El este cunoscut ca unul dintre cei mai mari sculptori din istoria Japoniei și mai ales al acestei perioade.

## Carieră
Unkei, fiul lui Kōkei, un alt sculptor celebru, a realizat foarte multe lucrări împreună cu discipolii săi. Prima lucrare a sa, statuia lui Buddha Vairocana (Dayniki Nyorai) de la templul Enjo-ji din Nara a fost realizată în anul 1176. După, Unkei a realizat și alte lucrări celebre cum ar fi statuile lui Vasubandhu (Seshin) și Asanga (Mujaku), doi discipoli sfinți ai lui Buddha, ce se află la templul Kōfuku-ji.
Lucrările lui Unkei sunt de influență chineză, construite după modelul celor ale dinastiei Song. O sculptură celebră este statuia lui bodhisattva Ksitigarbha (Jizō) de la templul Rokuharamitsu-ji din Kyoto. Însă, cu siguranță cea mai mare capodoperă a lui Unkei, și al școlii Kei în general, este realizarea statuilor celor doi paznici cerești (Niō) de la poarta de sud a templului Tōdai-ji din Nara.
Cele două statui au fost realizate de Unkei, împreună cu Kaikei, unul dintre elevii tatălui său, și alți discipoli. Sculpturile au înălțimea de peste 8 metri și au fost create în anul 1203 prin combinarea mai multor blocuri din lemn. Trupurile lor musculoase impresionează, iar dramatismul chipului lor și poziția lor încruntată infioreză.
Fii lui Unkei: Taikei, Kōben, Jokei și Kōsho, precum și elevul său fidel Jokaku, au continuat munca marelui sculptor, creând și ei sculpturi magnifice.

## Galerie de imagini

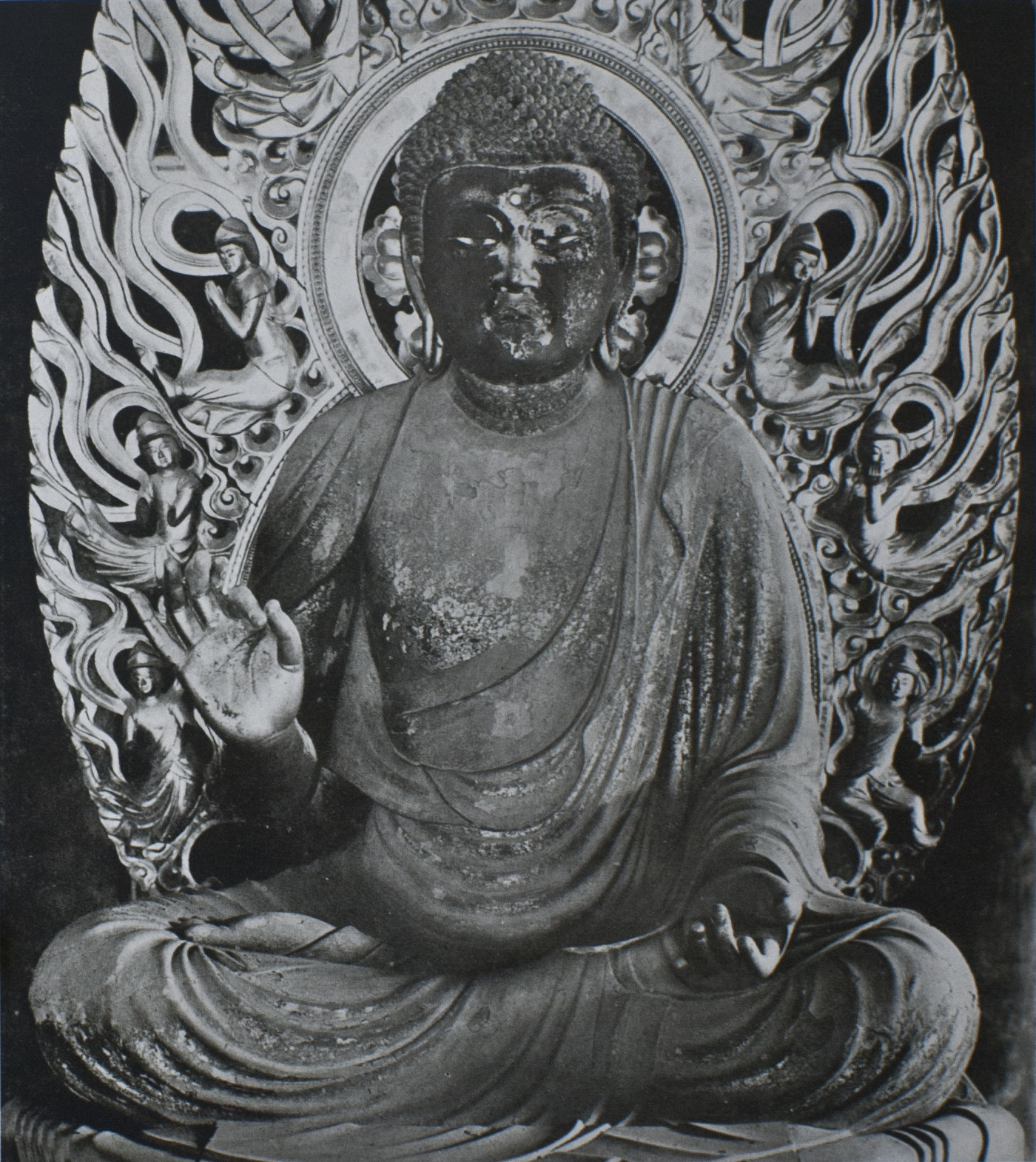
Maitreya, Kōfuku-ji
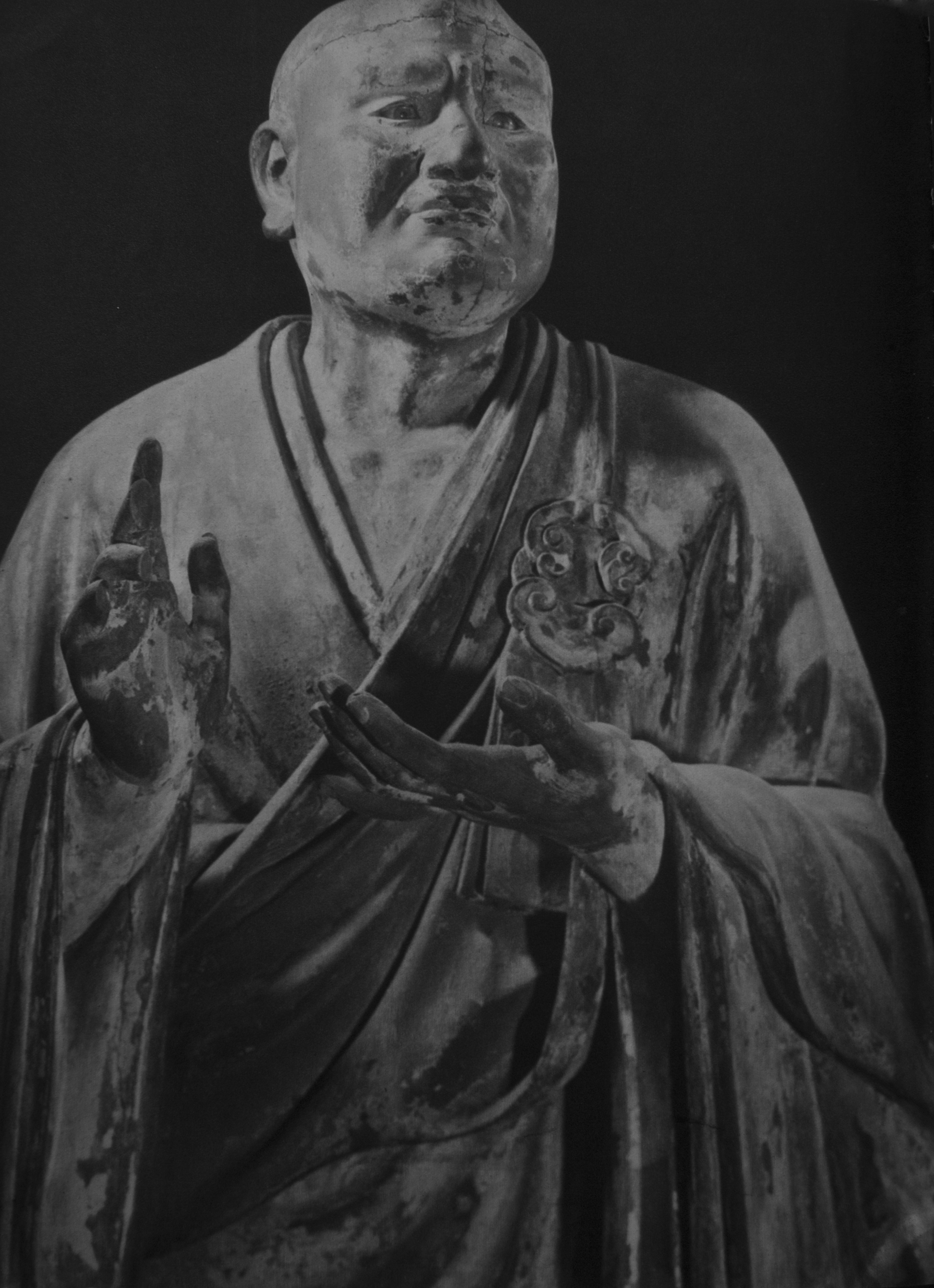
Vasubandhu, Kōfuku-ji
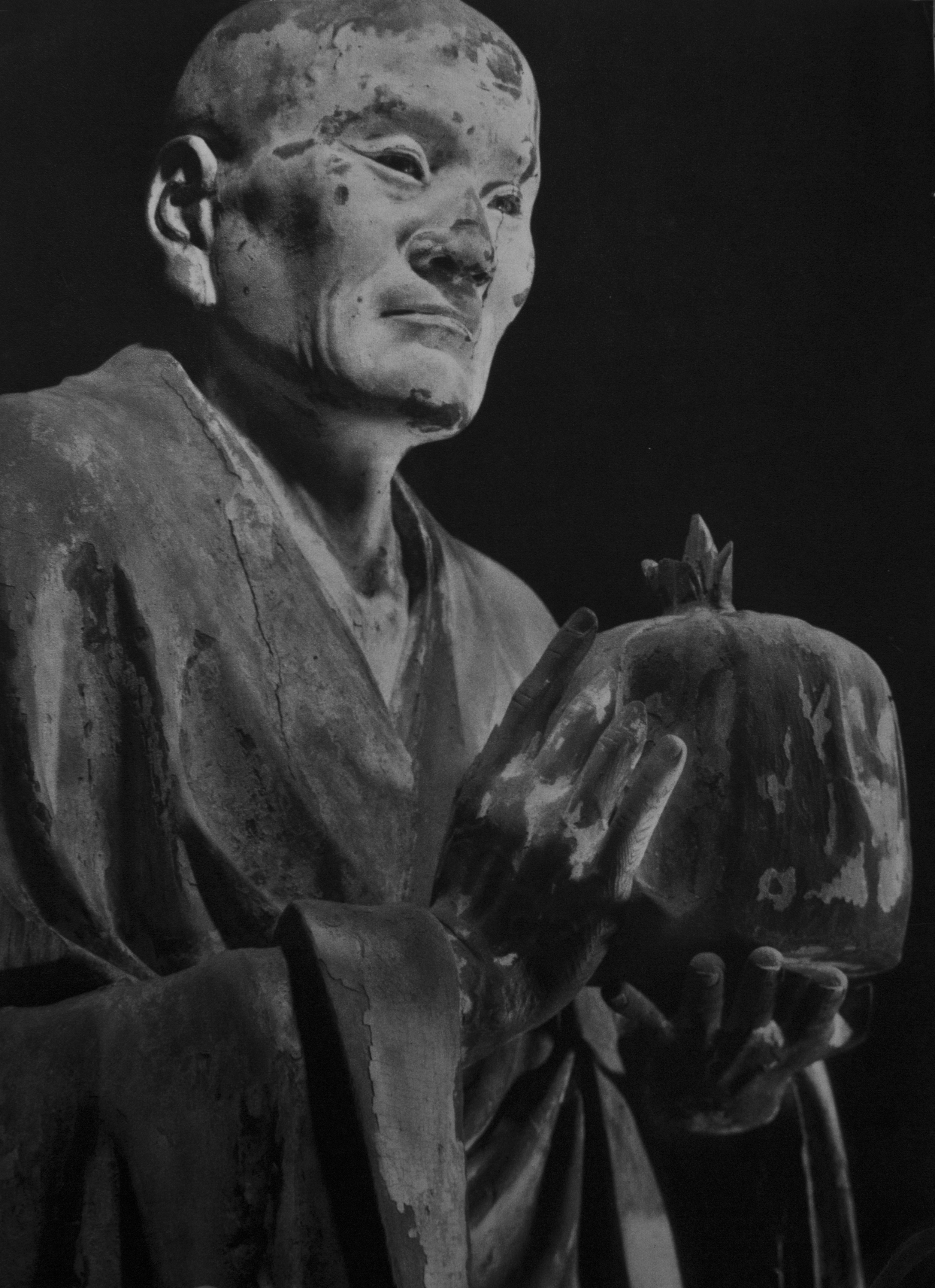
Asanga, Kōfuku-ji
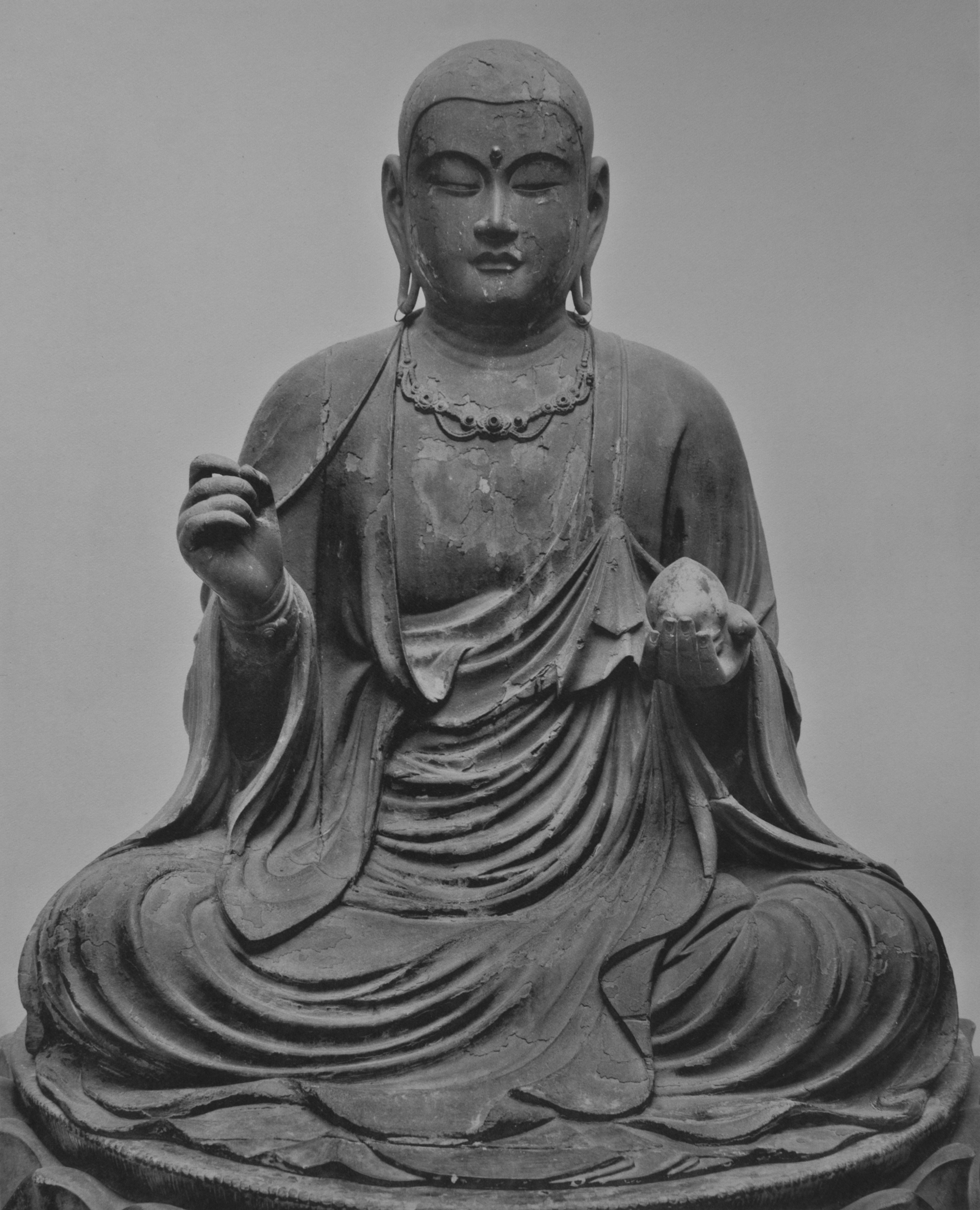
Ksitigarbha, Rokuharamitsu-ji
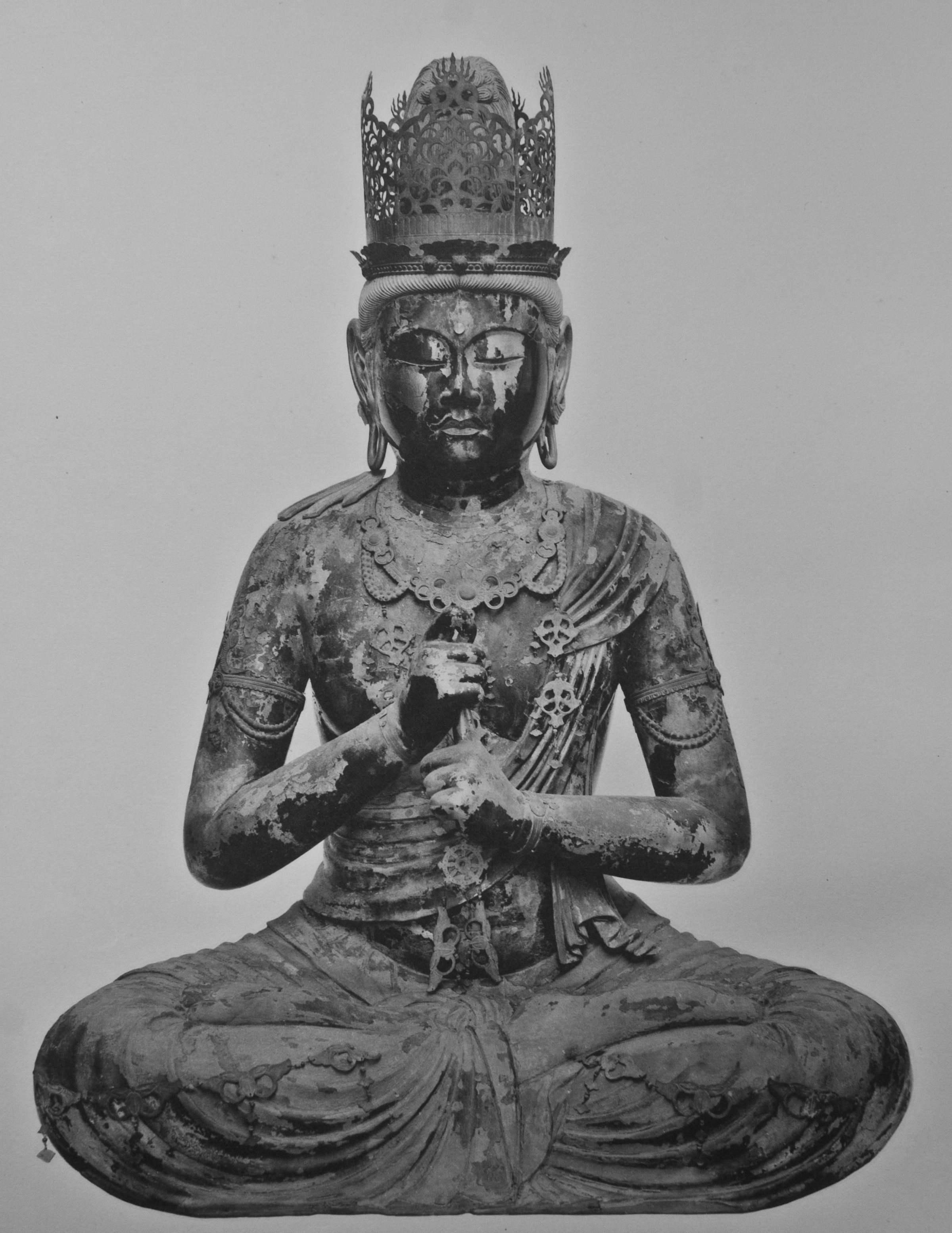
Vairocana, Enjo-ji
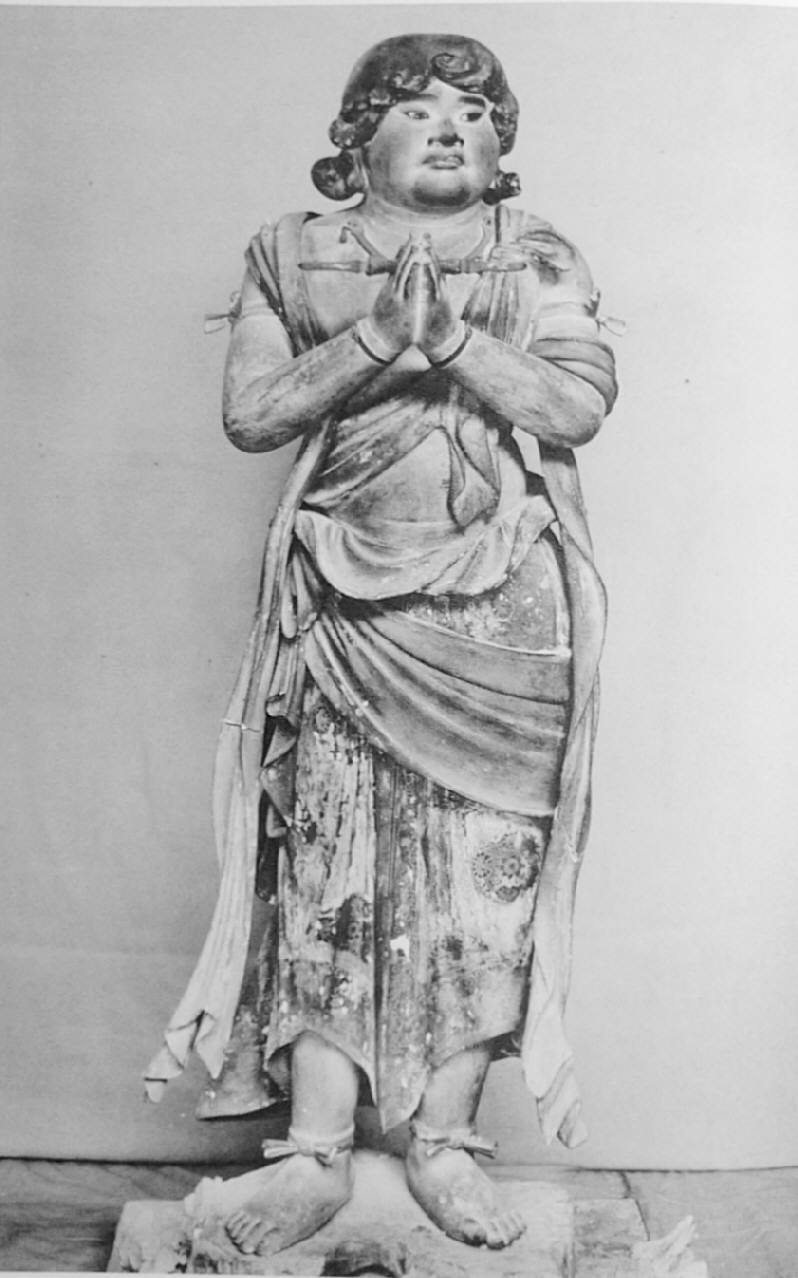
Kimkara, Kongobu-ji
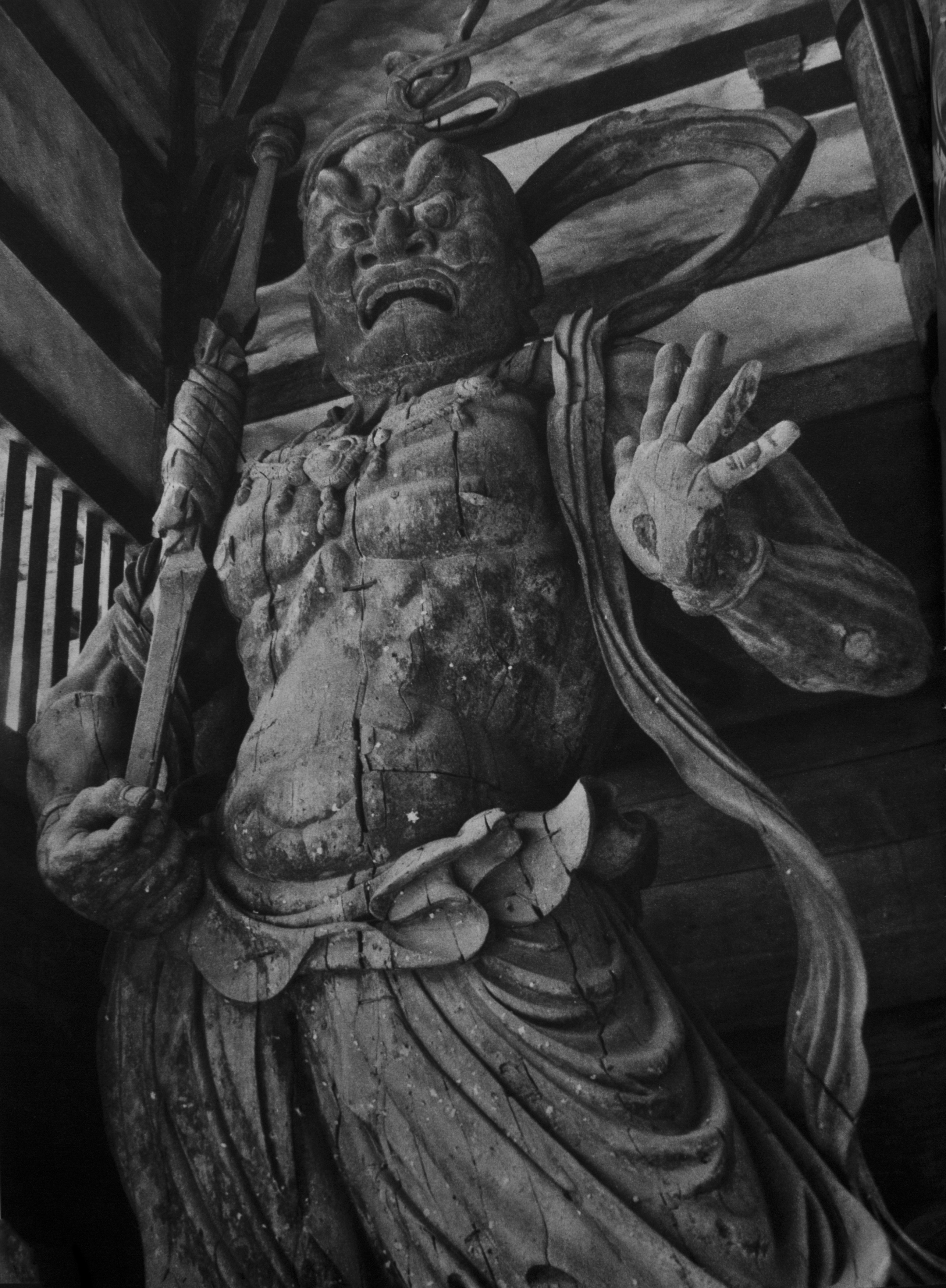
Niō, Tōdai-ji